# Monocelis lineata
Monocelis lineata és una espècie de platihelmint monocelídid. És una de les planàries més comunes a les costes de l'Atlàntic nord, del Mediterrani i de la mar Negra.
Aquesta espècie habita aigües dolces i salobroses, i sobre qualsevol tipus de substrat.
M. lineata no presenta estructures esclerotitzades, que normalment faciliten la identificació d'espècies. És considerada un complex d'espècies críptiques, tres de les quals es distribueixen a la mar Mediterrània i una quarta a l'oceà Atlàntic.